# Bulbophyllum jolandae
Bulbophyllum jolandae är en orkidéart som beskrevs av Jaap J. Vermeulen. Bulbophyllum jolandae ingår i släktet Bulbophyllum och familjen orkidéer. Inga underarter finns listade i Catalogue of Life.